# Richard Smalley
Richard Errett Smalley (1943 - 2005) là nhà hóa học người Mỹ. Ông trở thành chủ nhân của Giải Nobel Hóa học năm 1996. Công trình đã giúp ông nhận giải đó là khám phá ra Fullerene. Ông nhận giải chung với Robert Curl và Harold Kroto. Smalley, Curl, Kroto và một số nhà khoa học khác đã công bố sự xuất hiện của nó vào năm 1985.